# Masistyloides excavatum
Masistyloides excavatum là một loài ruồi trong họ Tachinidae.